# Erina meforensis
Erina meforensis är en fjärilsart som beskrevs av Tite 1963. Erina meforensis ingår i släktet Erina och familjen juvelvingar. Inga underarter finns listade i Catalogue of Life.